# Sandvikens kommunvapen

Huvudbilden i Sandvikens vapen är en så kallad ånghammare.

Sandvikens kommunvapen innehåller symboler för järnbruksverksamhet, eftersom staden Sandviken växte upp kring Sandvikens Jernverk, nutidens Sandvik AB. Ånghammaren har en verklig förebild, som dock redan hade tagits ur bruk när vapnet fastställdes för staden. I dag är ånghammaren placerad utanför Sandviks huvudkontor.
Vapnet fastställdes av Kungl. Maj:t (regeringen) för Sandvikens stad den 11 juni 1943, men ånghammaren hade faktiskt redan tidigare tagits upp som symbol i Sandvikens församlings stämpel. Inför vapenfastställelsen hade Riksheraldikerämbetet lagt till järnmärkena, vilka har det dubbla syftet av att fylla ut sköldytan och att förtydliga vapnets symbolik. Vid kommunbildningen 1971 hade alla sammanläggningsenheter ett eget vapen, utom köpingen Storvik. Kommunen valde att låta registrera stadsvapnet oförändrat hos Patent- och registreringsverket år 1975 enligt de nya regler som då hade införts för juridiskt skydd av svenska kommunvapen.

## Blasonering
Blasonering: I blått fält en ånghammare, på vardera sidan åtföljd av ett i ginstammen placerat järnmärke, allt i silver.

## Vapen för tidigare kommuner inom nuvarande Sandvikens kommun

### Järbo
Järbo landskommuns vapen fastställdes av Kungl. Maj:t den 18 november 1966. Det upphörde när kommunen sammanlades med Sandviken vid årsskiftet 1970/1971 men har även därefter använts i kommundelen Järbo. Blasonering: I blått fält ett kors med tre tvärarmar, den mellersta med två uppåtriktade, utåtböjda och över korset nående spetsar, allt av silver. Bilden är hämtad från en järnstämpel vid Järbo övre hammare.

### Ovansjö
Ovansjö landskommun hade ett vapen som fastställdes av Kungl. Maj:t den 16 december 1949. Det upphörde när kommunen sammanlades med Sandviken vid årsskiftet 1970/1971 men har även därefter använts i kommundelen Ovansjö. Blasoneringen lyder: I fält av silver en röd hjort, gående på röd stam, belagd med nio fembladiga blommor av silver, ordnade fem och fyra. Ovansjö sockens sigill från 1685 innehöll en hjort gående på blomsterbevuxen mark.

### Årsunda
Årsunda landskommun fick sitt vapen fastställt av Kungl. Maj:t den 1 april 1966. Det upphörde när kommunen sammanlades med Sandviken vid årsskiftet 1970/1971 men har även därefter använts i kommundelen Årsunda. Blasonering: I fält av silver en röd spets belagd med en kvarnsten av silver och åtföljda av två inåtvända röda kilhackor. Kvarnsten och kilhacka fanns i Årsunda sockens sigill, känt från 1682. Kvarnstenar har tillverkats av bönderna i trakten som en sidoverksamhet medan kilhackorna står för gruvdrift.

### Österfärnebo
Österfärnebo landskommun förde ett vapen som hade fastställts av Kungl. Maj:t den 14 maj 1965.  Det upphörde när kommunen sammanlades med Sandviken vid årsskiftet 1970/1971 men har även därefter använts i kommundelen Österfärnebo. Blasonering: I fält av silver ett rött sakramentsskåp med dörrbeslag av guld mellan två åttauddiga röda stjärnor. Vapnet komponerades av Sundsvalls stadsarkitekt Hans Schlyter och upptar samma bild som Färnebo sockens sigill, som är känt sedan 1682.

Järbo landskommun (1966–1970) Järbo kommundel inom Sandvikens kommun (1971-)
Ovansjö landskommun (1949–1970) Ovansjö kommundel inom Sandvikens kommun (1971-)
Årsunda landskommun (1966–1970) Årsunda kommundel inom Sandvikens kommun (1971-)
Österfärnebo landskommun (1965–1970) Österfärnebo kommundel inom Sandvikens kommun (1971-)